# 大環道
大環道是香港九龍紅磡的一條道路，在1922年6月2日建成。道路原稱「大灣道」，因當地的原名是「大灣」，但因當地居民把「灣」讀成近音字「環」。雖然如此，到了2006年3月3日，大環道才成為正式的路名。
早期的大環道是由馬頭圍道（家維邨家廉樓一帶）直接連接到前中華電力公司鶴園發電廠（今日的海逸豪園）。到了1980年代後期，為興建行車天橋由佛光街至當時新開闢的紅磡道，大環道因此在民裕街榮業大廈一帶的佛光街天橋分拆，大環道東面路段（下橋後至戴亞街）的車輛不得通往紅磡邨和家維邨，西面路段（馬頭圍道家維邨至下橋位）車輛更成為死路，只可以連接另一死路衛環里。
在2005年12月23日，香港特別行政區政府把大環道的海逸豪園和和黃公園一帶路段更名為「大環道東」（Tai Wan Road East），而大環道的紅磡邨路段則保留原名。